# Iwan Pieriewierziew
Iwan Fiodorowicz Pieriewierziew (ros. Ива́н Фёдорович Переве́рзев; ur. 21 sierpnia?/3 września 1914 we wsi Kuźminka w guberni orłowskiej, zm. 23 kwietnia 1978 w Moskwie) – radziecki aktor filmowy. Laureat Nagrody Stalinowskiej (1952). Ludowy Artysta ZSRR (1975). Pochowany na Cmentarzu Kuncewskim w Moskwie

## Wybrana filmografia
- 1933: Transporter śmierci
- 1941: Czarodziejskie ziarno
- 1944: Iwan Nikulin, rosyjski marynarz jako Iwan Nikulin
- 1953: Admirał Uszakow jako Fiodor Uszakow
- 1953: Okręty szturmują bastiony jako Fiodor Uszakow
- 1955: Bohaterowie Szipki jako Katorżyn

## Nagrody i odznaczenia
- Ludowy Artysta ZSRR (1975)
- Ludowy Artysta RFSRR (1966)
- Nagroda Stalinowska (1952)